# Benjamin Hooks

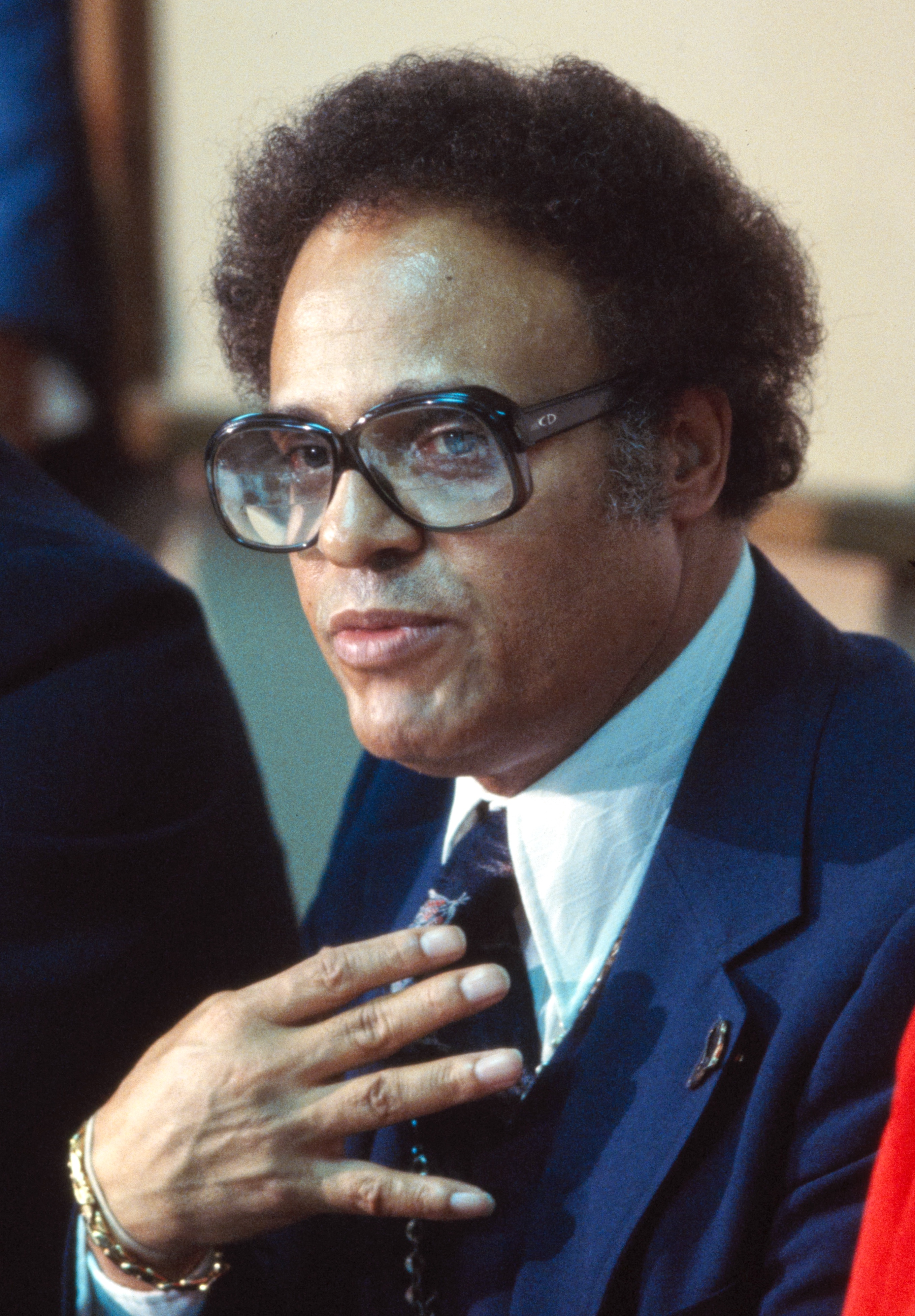
Benjamin Hooks (1976)

Benjamin Lawson Hooks (* 31. Januar 1925 in Memphis; † 15. April 2010 ebenda) war ein US-amerikanischer Bürgerrechtler. Er war von 1977 bis 1992 der Vorsitzende der National Association for the Advancement of Colored People (NAACP).

## Leben
Hooks war der Sohn des Geschäftsmanns Robert B. Hooks Sr. und dessen Frau Bessie White. Sein Jurastudium, das er am Le Moyne College begonnen hatte, wurde vom Dienst im Zweiten Weltkrieg unterbrochen. Er wurde als Infanterist in Italien eingesetzt. Nach dem Krieg setzte er sein Studium erst an der Howard University, später an der DePaul University fort, wo er 1948 seinen Abschluss machte. Er eröffnete eine Anwaltskanzlei in seiner Heimatstadt Memphis, die er bis 1965 führte. 1965 wurde Hooks als erster Afroamerikaner zum Richter am criminal court von Shelby County ernannt.
Hooks wurde gesellschaftlich und kirchlich aktiv. Nachdem man ihn 1956 zum Pastor der Greater Middle Baptist Church ordiniert hatte, wurde er 1959 Vorstandsmitglied der Southern Christian Leadership Conference (SCLC). Diese von Martin Luther King angeführte Organisation war eine der treibenden Kräfte hinter der Bürgerrechtsbewegung. 1972 ernannte ihn Präsident Richard Nixon zu einem Mitglied der Federal Communications Commission. Fünf Jahre später wurde Hooks der Vorsitzende der NAACP. Diese führte er bis zu seinem Rücktritt 1992. Daraufhin lehrte Hooks an der Fisk University und der University of Memphis, an der 1996 das Benjamin L. Hooks Institute for Social Change gegründet wurde.
Hooks wurde für seinen Einsatz für die Bürgerrechtsbewegung mehrfach ausgezeichnet. 1986 erhielt er die Spingarn Medal der NAACP. 2007 zeichnete ihn Präsident George W. Bush mit der Presidential Medal of Freedom aus.
1951 hatte Hooks die Lehrerin Frances Dancy geheiratet.
Hooks verstarb 2010 in Memphis. 